# Lichoceves
Lichoceves (en allemand : Lichtendorf) est une commune du district de Prague-Ouest, dans la région de Bohême-Centrale, en République tchèque. Sa population s'élevait à 402 habitants en 2020.

## Géographie
Lichoceves se trouve à 13 km à l'est de Kladno et à 14 km au nord-ouest du centre de Prague.
La commune est limitée par Svrkyně au nord, par Velké Přílepy et Statenice à l'est, par Tuchoměřice au sud, et par Číčovice et Okoř à l'ouest.

## Histoire
La première mention écrite de la localité date de 1088.

## Administration
La commune se compose de deux quartiers :
- Lichoceves
- Noutonice